# St. Peter und Paul (Eichenzell)

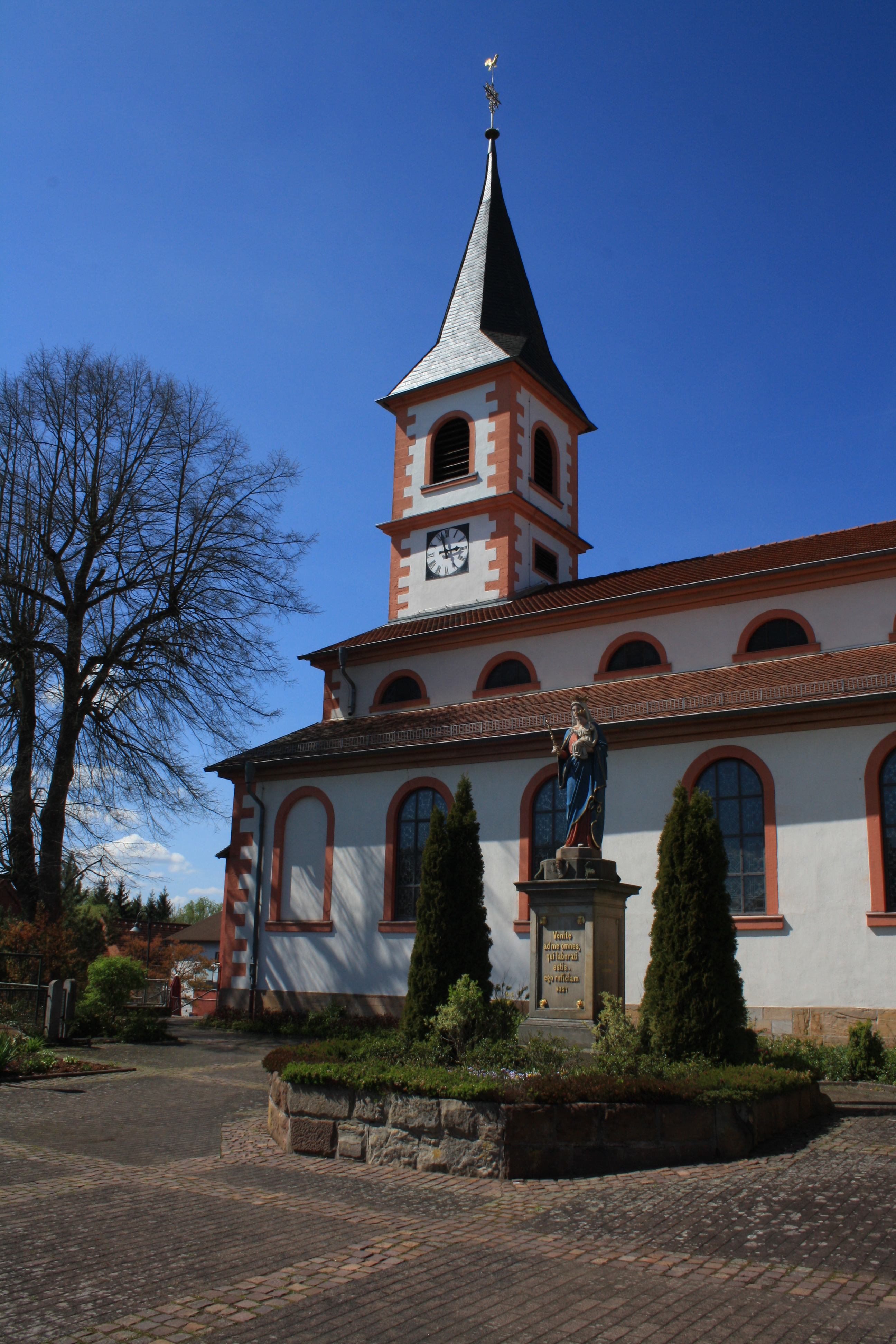
St. Peter und Paul

Die römisch-katholische, denkmalgeschützte Kirche St. Peter und Paul steht in Eichenzell, einer Gemeinde im Landkreis Fulda (Hessen). Die Kirchengemeinde gehört zum Pastoralverbund St. Marien Eichenzell im Dekanat Rhön des Bistums Fulda.

## Beschreibung
1340 wurde eine Kapelle erwähnt, die 1794 abgebrochen wurde. Die heutige Basilika wurde 1832–34 nach einem Entwurf von Justus Kühnert und Joseph Sallmann erbaut. Sie wurde 1980/81 nach einem Entwurf von Rudolf Schick um ein breites Querschiff mit einem Vierungsturm und einer Apsis erweitert. Der Innenraum ist mit einer Kassettendecke überspannt. Der 36 m hohe Kirchturm im Westen beherbergt vier Kirchenglocken. Der barocke Hochaltar wurde aus der Propstei Johannesberg, die Nebenaltäre wurden 1858 aus der Neuhofer Kirche St. Michael übernommen. Das Taufbecken von 1511 stand schon in der alten Kapelle.

## Orgel
Die erste Orgel wurde 1838 von Georg Franz Ratzmann gebaut. Die heutige Orgel mit 30 Registern wurde 2009 von der Orgelbau Sandtner errichtet. Sie verfügt über folgende Disposition:
| I Hauptwerk C–g3 |       |
| Bourdon          | 16′   |
| Principal        | 8′    |
| Holzgedeckt      | 8′    |
| Concertflöte     | 8′    |
| Gamba            | 8′    |
| Octave           | 4'    |
| Blockflöte       | 4′    |
| Superoctave      | 2′    |
| Cornet V         | 8′    |
| Mixtur IV-V      | 1 ⁄3′ |
| Trompete         | 8′    |
| Tremulant        |       |

| II Schwellwerk C–g3 |        |
| Geigenprincipal     | 8′     |
| Bourdon             | 8′     |
| Salicional          | 8′     |
| Schwebung           | 8′     |
| Fugara              | 4′     |
| Querflöte           | 4′     |
| Nazard              | 2 ⁄3′  |
| Flageolet           | 2′     |
| Terz                | 1 3⁄5′ |
| Mixtur IV           | 2′     |
| Fagott              | 16′    |
| Oboe                | 8′     |
| Tremulant           |        |

| Pedal C–f1 |     |
| Subbaß     | 16′ |
| Violon     | 16′ |
| Octavbass  | 8′  |
| Cello      | 8′  |
| Flöte      | 4′  |
| Posaune    | 16′ |
| Trompete   | 8′  |

- Koppeln: II/I, I/P, II/P, Super II/P
- Spielhilfen: Elektronische Setzeranlage mit Doppeltraktur
- Cimbelstern